# Langley with Hardley
Langley with Hardley – civil parish w Anglii, w hrabstwie Norfolk, w dystrykcie South Norfolk. Leży 15 km na południowy wschód od Norwich i 161 km na północny wschód od Londynu.
Miejscowość liczy 489 mieszkańców.